# Helius brevinasus
Helius brevinasus är en tvåvingeart som beskrevs av Alexander 1934. Helius brevinasus ingår i släktet Helius och familjen småharkrankar. Inga underarter finns listade i Catalogue of Life.